# Gastão Liberal Pinto
Gastão Liberal Pinto (São Paulo, 22 de abril de 1884 - São Paulo, 24 de octubre de 1945) fue un sacerdote católico brasileño, segundo obispo de la Diócesis de São Carlos, São Paulo.
| Precedido por: Dom José Marcondes Homem de Melo | 2º Obispo de San Carlos 1937 - 1945 | Sucedido por: Dom Ruy Serra |

- Datos: Q8963585